# Биогоризонт
Биогоризонт (от англ. Biohorizon) — граница двух отдельных биостратиграфических единиц, интервал залегания фоссилий одного таксона (как правило вида).
Биогоризонт (или фаунистический стратиграфический горизонт) является минимальным потенциально коррелируемым биостратоном, выделяемым по распространению конкретного ископаемого вида (подвида) — таксона-индекса. Это диапазон распространения таксона-индекса в геологическом разрезе.

## Термин
Термин используется в биостратиграфии, палеонтологии и стратиграфии.
Это биостратиграфическая зона наименьшего порядка среди:
- комплексная зона — зона распространения комплекса ископаемых организмов
- биозона — зона распространения таксона
- филозона — устанавливается по особым морфологическим признакам
- акме-зона — выделяется по расцвету и наибольшему количественному распространению таксона
- интервал-зона — интервал распространения определённых ископаемых организмов между двумя отчётливыми биостратиграфическими зонами

Вспомогательные подзоны — слои с фауной или флорой.

## Значение
Выявление стратиграфических зон и биогоризонтов необходимо для детализации геохронологических шкал.
По биогоризонтам проводятся границы геологических зон (инфразональная биостратиграфия).
Биозона (от англ. Biozone) большего порядка чем биологический вид — филозона (геозоны по родам).
Основные типы биогоризонтов — филогенетические и иммиграционные

## В экологии
В экологии и геоботанике термин иногда употребляют в синониме ярус, в понятии «биогоризонт степени фотосинтеза»